# Okręg wyborczy nr 16 do Sejmu Rzeczypospolitej Polskiej
Okręg wyborczy nr 16 do Sejmu Rzeczypospolitej Polskiej obejmuje obszar miasta na prawach powiatu Płocka oraz powiatów ciechanowskiego, gostynińskiego, mławskiego, płockiego, płońskiego, przasnyskiego, sierpeckiego, sochaczewskiego, żuromińskiego i żyrardowskiego (województwo mazowieckie). W obecnym kształcie został utworzony w 2001. Wybieranych jest w nim 10 posłów w systemie proporcjonalnym.
Siedzibą okręgowej komisji wyborczej jest Płock.

## Wyniki wyborów
| Podział 10 mandatów: SLD–UP: 5 Samoobrona: 1 PSL: 2 PO: 1 PiS: 1 |

| Podział 10 mandatów: SLD: 1 Samoobrona: 2 PSL: 2 PO: 2 PiS: 3 |

| Podział 10 mandatów: LiD: 1 PSL: 2 PO: 3 PiS: 4 |

| Podział 10 mandatów: RP: 1 PSL: 2 PO: 3 PiS: 4 |

| Podział 10 mandatów: PSL: 1 K’15: 1 PO: 2 PiS: 6 |

| Podział 10 mandatów: SLD: 1 KO: 2 PSL: 1 PiS: 6 |

| Podział 10 mandatów: KO: 3 TD: 2 PiS: 5 |

## Reprezentanci okręgu
| Sejm | Rok  | Poseł KW                                 | Poseł KW                | Poseł KW                          | Poseł KW                 | Poseł KW          | Poseł KW      | Poseł KW                           | Poseł KW                        | Poseł KW           | Poseł KW           | Poseł KW         | Poseł KW          | Poseł KW         | Poseł KW        | Poseł KW | Poseł KW           | Poseł KW | Poseł KW              | Poseł KW | Poseł KW         |
| ---- | ---- | ---------------------------------------- | ----------------------- | --------------------------------- | ------------------------ | ----------------- | ------------- | ---------------------------------- | ------------------------------- | ------------------ | ------------------ | ---------------- | ----------------- | ---------------- | --------------- | -------- | ------------------ | -------- | --------------------- | -------- | ---------------- |
| IV   | 2001 |                                          | Z. Siemiątkowski SLD–UP |                                   | A. Piłat SLD–UP          |                   | W. Pawlak PSL |                                    | J. Pękała Samoobrona            |                    | B. Suchecki SLD–UP |                  | Z. Komorowski PSL |                  | W. Jasiński PiS |          | A. Michalak SLD–UP |          | A. Łuszczyńska SLD–UP |          | Ł. Abgarowicz PO |
| V    | 2005 | J. Szymanek-Deresz SLD (2005) LiD (2007) |                         | M. Koźlakiewicz PO                | L. Szymańczyk Samoobrona |                   | W. Pawlak PSL | Z. Wiśniewski Samoobrona           | A. Sopliński PSL                |                    | R. Kołakowski PiS  |                  | M. Opioła PiS     |                  | W. Jasiński PiS |          |                    |          |                       |          | Ł. Abgarowicz PO |
| VI   | 2007 | J. Szymanek-Deresz SLD (2005) LiD (2007) |                         | M. Koźlakiewicz PO                |                          | J. Pitera PO      | W. Pawlak PSL |                                    | A. Sopliński PSL                | D. Kaczanowski PiS | R. Kołakowski PiS  | A. Nowakowski PO | M. Opioła PiS     |                  | W. Jasiński PiS |          |                    |          |                       |          |                  |
| VI   | 2010 | Z. Kruszewski LiD                        | B. Rusinowska PO        | M. Koźlakiewicz PO                |                          | J. Pitera PO      | W. Pawlak PSL |                                    | A. Sopliński PSL                | D. Kaczanowski PiS | R. Kołakowski PiS  |                  | M. Opioła PiS     |                  | W. Jasiński PiS |          |                    |          |                       |          |                  |
| VII  | 2011 |                                          | P. Sajak RP             | M. Koźlakiewicz PO                | M. Małecki PiS           | J. Pitera PO      | W. Pawlak PSL | P. Zgorzelski PSL (2011) TD (2023) | E. Gapińska PO (2011) KO (2019) |                    | R. Kołakowski PiS  |                  | M. Opioła PiS     |                  | W. Jasiński PiS |          |                    |          |                       |          |                  |
| VII  | 2014 | B. Rusinowska PO                         | P. Sajak RP             | M. Koźlakiewicz PO                | M. Małecki PiS           |                   | W. Pawlak PSL | P. Zgorzelski PSL (2011) TD (2023) | E. Gapińska PO (2011) KO (2019) |                    | R. Kołakowski PiS  |                  | M. Opioła PiS     |                  | W. Jasiński PiS |          |                    |          |                       |          |                  |
| VIII | 2015 |                                          | M. Jakubiak K’15        | M. Kierwiński PO (2015) KO (2019) | M. Małecki PiS           |                   | M. Wąsik PiS  | P. Zgorzelski PSL (2011) TD (2023) | E. Gapińska PO (2011) KO (2019) |                    | R. Kołakowski PiS  | A. Cicholska PiS | M. Opioła PiS     |                  | W. Jasiński PiS |          |                    |          |                       |          |                  |
| VIII | 2015 | W. Olejniczak PiS                        | M. Jakubiak K’15        | M. Kierwiński PO (2015) KO (2019) | M. Małecki PiS           |                   | M. Wąsik PiS  | P. Zgorzelski PSL (2011) TD (2023) | E. Gapińska PO (2011) KO (2019) |                    | R. Kołakowski PiS  | A. Cicholska PiS | M. Opioła PiS     |                  |                 |          |                    |          |                       |          |                  |
| IX   | 2019 |                                          | A. Iwaniak SLD          | M. Kierwiński PO (2015) KO (2019) | M. Małecki PiS           |                   | M. Wąsik PiS  | P. Zgorzelski PSL (2011) TD (2023) | E. Gapińska PO (2011) KO (2019) | Ł. Szumowski PiS   | J. Ozdoba PiS      | A. Cicholska PiS | M. Opioła PiS     |                  |                 |          |                    |          |                       |          |                  |
| IX   | 2019 | W. Olejniczak PiS                        | A. Iwaniak SLD          | M. Kierwiński PO (2015) KO (2019) | M. Małecki PiS           |                   | M. Wąsik PiS  | P. Zgorzelski PSL (2011) TD (2023) | E. Gapińska PO (2011) KO (2019) | Ł. Szumowski PiS   | J. Ozdoba PiS      | A. Cicholska PiS |                   |                  |                 |          |                    |          |                       |          |                  |
| IX   | 2022 | W. Olejniczak PiS                        | A. Iwaniak SLD          | M. Kierwiński PO (2015) KO (2019) | M. Małecki PiS           | R. Romanowski PiS | M. Wąsik PiS  | P. Zgorzelski PSL (2011) TD (2023) | E. Gapińska PO (2011) KO (2019) |                    | J. Ozdoba PiS      | A. Cicholska PiS |                   |                  |                 |          |                    |          |                       |          |                  |
| X    | 2023 |                                          | M. Orliński TD          | M. Kierwiński PO (2015) KO (2019) | M. Małecki PiS           |                   | M. Wąsik PiS  | P. Zgorzelski PSL (2011) TD (2023) | E. Gapińska PO (2011) KO (2019) | K. Bortniczuk PiS  | J. Ozdoba PiS      | A. Cicholska PiS |                   | A. Krzemiński KO |                 |          |                    |          |                       |          |                  |
| X    | 2024 | M. Koźlakiewicz KO                       | M. Orliński TD          | W. Kulpa PiS                      | M. Małecki PiS           | R. Romanowski PiS |               | P. Zgorzelski PSL (2011) TD (2023) | E. Gapińska PO (2011) KO (2019) | K. Bortniczuk PiS  |                    | A. Cicholska PiS |                   | A. Krzemiński KO |                 |          |                    |          |                       |          |                  |

### Wybory parlamentarne 2001
| Komitet wyborczy                                      | Komitet wyborczy                              | Głosów  | %     | Mandaty | Wybrani posłowie                                                                                  |
| ----------------------------------------------------- | --------------------------------------------- | ------- | ----- | ------- | ------------------------------------------------------------------------------------------------- |
|                                                       | KKW Sojusz Lewicy Demokratycznej – Unia Pracy | 107 132 | 41,21 | 5       | Zbigniew Siemiątkowski, Andrzej Piłat, Benedykt Suchecki, Aldona Michalak, Aleksandra Łuszczyńska |
|                                                       | Polskie Stronnictwo Ludowe                    | 44 312  | 17,04 | 2       | Waldemar Pawlak, Zbigniew Komorowski                                                              |
|                                                       | Samoobrona Rzeczpospolitej Polskiej           | 33 900  | 13,04 | 1       | Jerzy Pękała                                                                                      |
|                                                       | KWW Platforma Obywatelska                     | 20 015  | 7,70  | 1       | Łukasz Abgarowicz                                                                                 |
|                                                       | Prawo i Sprawiedliwość                        | 19 442  | 7,48  | 1       | Wojciech Jasiński                                                                                 |
|                                                       | Liga Polskich Rodzin                          | 14 736  | 5,67  | –       |                                                                                                   |
|                                                       | KKW Akcja Wyborcza Solidarność Prawicy        | 13 694  | 5,27  | –       |                                                                                                   |
|                                                       | Unia Wolności                                 | 5135    | 1,98  | –       |                                                                                                   |
|                                                       | Alternatywa Ruch Społeczny                    | 1052    | 0,40  | –       |                                                                                                   |
|                                                       | Polska Partia Socjalistyczna                  | 553     | 0,21  | –       |                                                                                                   |
| Frekwencja: 42,11% Źródło: Państwowa Komisja Wyborcza |                                               |         |       |         |                                                                                                   |

Poniższa tabela przedstawia podział mandatów dla komitetów wyborczych na podstawie uzyskanych głosów, a następnie obliczonych ilorazów wyborczych na podstawie zmodyfikowanej metody Sainte-Laguë.
| Podział mandatów dla komitetów wyborczych na podstawie zmodyfikowanej metody Sainte-Laguë | Podział mandatów dla komitetów wyborczych na podstawie zmodyfikowanej metody Sainte-Laguë | Podział mandatów dla komitetów wyborczych na podstawie zmodyfikowanej metody Sainte-Laguë | Podział mandatów dla komitetów wyborczych na podstawie zmodyfikowanej metody Sainte-Laguë | Podział mandatów dla komitetów wyborczych na podstawie zmodyfikowanej metody Sainte-Laguë | Podział mandatów dla komitetów wyborczych na podstawie zmodyfikowanej metody Sainte-Laguë | Podział mandatów dla komitetów wyborczych na podstawie zmodyfikowanej metody Sainte-Laguë | Podział mandatów dla komitetów wyborczych na podstawie zmodyfikowanej metody Sainte-Laguë | Podział mandatów dla komitetów wyborczych na podstawie zmodyfikowanej metody Sainte-Laguë | Podział mandatów dla komitetów wyborczych na podstawie zmodyfikowanej metody Sainte-Laguë | Podział mandatów dla komitetów wyborczych na podstawie zmodyfikowanej metody Sainte-Laguë | Podział mandatów dla komitetów wyborczych na podstawie zmodyfikowanej metody Sainte-Laguë | Podział mandatów dla komitetów wyborczych na podstawie zmodyfikowanej metody Sainte-Laguë | Podział mandatów dla komitetów wyborczych na podstawie zmodyfikowanej metody Sainte-Laguë |
| Komitet wyborczy                                                                          | Komitet wyborczy                                                                          | Liczba głosów                                                                             | Iloraz wyborczy                                                                           | Iloraz wyborczy                                                                           | Iloraz wyborczy                                                                           | Iloraz wyborczy                                                                           | Iloraz wyborczy                                                                           | Iloraz wyborczy                                                                           | Iloraz wyborczy                                                                           | Iloraz wyborczy                                                                           | Mandaty                                                                                   | TP                                                                                        |                                                                                           |
| Komitet wyborczy                                                                          | Komitet wyborczy                                                                          | Liczba głosów                                                                             | /1,4                                                                                      | /3                                                                                        | /5                                                                                        | /7                                                                                        | /9                                                                                        | /11                                                                                       | ...                                                                                       | /19                                                                                       | Mandaty                                                                                   | TP                                                                                        |                                                                                           |
| ----------------------------------------------------------------------------------------- | ----------------------------------------------------------------------------------------- | ----------------------------------------------------------------------------------------- | ----------------------------------------------------------------------------------------- | ----------------------------------------------------------------------------------------- | ----------------------------------------------------------------------------------------- | ----------------------------------------------------------------------------------------- | ----------------------------------------------------------------------------------------- | ----------------------------------------------------------------------------------------- | ----------------------------------------------------------------------------------------- | ----------------------------------------------------------------------------------------- | ----------------------------------------------------------------------------------------- | ----------------------------------------------------------------------------------------- | ----------------------------------------------------------------------------------------- |
|                                                                                           | KKW Sojusz Lewicy Demokratycznej – Unia Pracy                                             | 107 132                                                                                   | 76 523                                                                                    | 35 711                                                                                    | 21 426                                                                                    | 15 305                                                                                    | 11 904                                                                                    | 9739                                                                                      | ...                                                                                       | 5639                                                                                      | 5                                                                                         | 4,47                                                                                      |                                                                                           |
|                                                                                           | Polskie Stronnictwo Ludowe                                                                | 44 312                                                                                    | 31 651                                                                                    | 14 771                                                                                    | 8862                                                                                      | 6330                                                                                      | 4924                                                                                      | 4028                                                                                      | ...                                                                                       | 2332                                                                                      | 2                                                                                         | 1,85                                                                                      |                                                                                           |
|                                                                                           | Samoobrona Rzeczpospolitej Polskiej                                                       | 33 900                                                                                    | 24 214                                                                                    | 11 300                                                                                    | 6780                                                                                      | 4843                                                                                      | 3767                                                                                      | 3082                                                                                      | ...                                                                                       | 1784                                                                                      | 1                                                                                         | 1,42                                                                                      |                                                                                           |
|                                                                                           | KWW Platforma Obywatelska                                                                 | 20 015                                                                                    | 14 296                                                                                    | 6672                                                                                      | 4003                                                                                      | 2859                                                                                      | 2224                                                                                      | 1820                                                                                      | ...                                                                                       | 1053                                                                                      | 1                                                                                         | 0,84                                                                                      |                                                                                           |
|                                                                                           | Prawo i Sprawiedliwość                                                                    | 19 442                                                                                    | 13 887                                                                                    | 6481                                                                                      | 3888                                                                                      | 2777                                                                                      | 2160                                                                                      | 1767                                                                                      | ...                                                                                       | 1023                                                                                      | 1                                                                                         | 0,81                                                                                      |                                                                                           |
|                                                                                           | Liga Polskich Rodzin                                                                      | 14 736                                                                                    | 10 526                                                                                    | 4912                                                                                      | 2947                                                                                      | 2105                                                                                      | 1637                                                                                      | 1340                                                                                      | ...                                                                                       | 776                                                                                       | 0                                                                                         | 0,62                                                                                      |                                                                                           |
| Ogółem                                                                                    | Ogółem                                                                                    | 239 537                                                                                   | —                                                                                         | —                                                                                         | —                                                                                         | —                                                                                         | —                                                                                         | —                                                                                         | —                                                                                         | —                                                                                         | 10                                                                                        | 10                                                                                        |                                                                                           |

### Wybory parlamentarne 2005
| Komitet wyborczy                                      | Komitet wyborczy                    | Głosów | %     | Mandaty | Wybrani posłowie                                   |
| ----------------------------------------------------- | ----------------------------------- | ------ | ----- | ------- | -------------------------------------------------- |
|                                                       | Prawo i Sprawiedliwość              | 55 703 | 24,20 | 3       | Wojciech Jasiński, Robert Kołakowski, Marek Opioła |
|                                                       | Samoobrona Rzeczpospolitej Polskiej | 41 056 | 17,84 | 2       | Lech Szymańczyk, Zenon Wiśniewski                  |
|                                                       | Polskie Stronnictwo Ludowe          | 36 433 | 15,83 | 2       | Waldemar Pawlak, Aleksander Sopliński              |
|                                                       | Platforma Obywatelska RP            | 33 157 | 14,41 | 2       | Łukasz Abgarowicz, Mirosław Koźlakiewicz           |
|                                                       | Sojusz Lewicy Demokratycznej        | 27 485 | 11,94 | 1       | Jolanta Szymanek-Deresz                            |
|                                                       | Liga Polskich Rodzin                | 15 969 | 6,94  | –       |                                                    |
|                                                       | Socjaldemokracja Polska             | 6752   | 2,93  | –       |                                                    |
|                                                       | Partia Demokratyczna – demokraci.pl | 4023   | 1,75  | –       |                                                    |
|                                                       | Ruch Patriotyczny                   | 3502   | 1,52  | –       |                                                    |
|                                                       | Platforma Janusza Korwin-Mikke      | 2429   | 1,06  | –       |                                                    |
|                                                       | Inicjatywa RP                       | 1409   | 0,61  | –       |                                                    |
|                                                       | Polska Partia Pracy                 | 1397   | 0,61  | –       |                                                    |
|                                                       | Polska Partia Narodowa              | 438    | 0,19  | –       |                                                    |
|                                                       | Narodowe Odrodzenie Polski          | 393    | 0,17  | –       |                                                    |
| Frekwencja: 36,01% Źródło: Państwowa Komisja Wyborcza |                                     |        |       |         |                                                    |

Poniższa tabela przedstawia podział mandatów dla komitetów wyborczych na podstawie uzyskanych głosów, a następnie obliczonych ilorazów wyborczych na podstawie metody D’Hondta.
| Podział mandatów dla komitetów wyborczych na podstawie metody D’Hondta | Podział mandatów dla komitetów wyborczych na podstawie metody D’Hondta | Podział mandatów dla komitetów wyborczych na podstawie metody D’Hondta | Podział mandatów dla komitetów wyborczych na podstawie metody D’Hondta | Podział mandatów dla komitetów wyborczych na podstawie metody D’Hondta | Podział mandatów dla komitetów wyborczych na podstawie metody D’Hondta | Podział mandatów dla komitetów wyborczych na podstawie metody D’Hondta | Podział mandatów dla komitetów wyborczych na podstawie metody D’Hondta | Podział mandatów dla komitetów wyborczych na podstawie metody D’Hondta | Podział mandatów dla komitetów wyborczych na podstawie metody D’Hondta | Podział mandatów dla komitetów wyborczych na podstawie metody D’Hondta |
| Komitet wyborczy                                                       | Komitet wyborczy                                                       | Liczba głosów                                                          | Iloraz wyborczy                                                        | Iloraz wyborczy                                                        | Iloraz wyborczy                                                        | Iloraz wyborczy                                                        | Iloraz wyborczy                                                        | Iloraz wyborczy                                                        | Mandaty                                                                | TP                                                                     |
| Komitet wyborczy                                                       | Komitet wyborczy                                                       | Liczba głosów                                                          | /1                                                                     | /2                                                                     | /3                                                                     | /4                                                                     | ...                                                                    | /10                                                                    | Mandaty                                                                | TP                                                                     |
| ---------------------------------------------------------------------- | ---------------------------------------------------------------------- | ---------------------------------------------------------------------- | ---------------------------------------------------------------------- | ---------------------------------------------------------------------- | ---------------------------------------------------------------------- | ---------------------------------------------------------------------- | ---------------------------------------------------------------------- | ---------------------------------------------------------------------- | ---------------------------------------------------------------------- | ---------------------------------------------------------------------- |
|                                                                        | Prawo i Sprawiedliwość                                                 | 55 703                                                                 | 55 703                                                                 | 27 852                                                                 | 18 568                                                                 | 13 926                                                                 | ...                                                                    | 5570                                                                   | 3                                                                      | 2,66                                                                   |
|                                                                        | Samoobrona Rzeczpospolitej Polskiej                                    | 41 056                                                                 | 41 056                                                                 | 20 528                                                                 | 13 685                                                                 | 10 264                                                                 | ...                                                                    | 4106                                                                   | 2                                                                      | 1,96                                                                   |
|                                                                        | Polskie Stronnictwo Ludowe                                             | 36 433                                                                 | 36 433                                                                 | 18 217                                                                 | 12 144                                                                 | 9108                                                                   | ...                                                                    | 3643                                                                   | 2                                                                      | 1,74                                                                   |
|                                                                        | Platforma Obywatelska RP                                               | 33 157                                                                 | 33 157                                                                 | 16 579                                                                 | 11 052                                                                 | 8289                                                                   | ...                                                                    | 3316                                                                   | 2                                                                      | 1,58                                                                   |
|                                                                        | Sojusz Lewicy Demokratycznej                                           | 27 485                                                                 | 27 485                                                                 | 13 743                                                                 | 9162                                                                   | 6871                                                                   | ...                                                                    | 2749                                                                   | 1                                                                      | 1,31                                                                   |
|                                                                        | Liga Polskich Rodzin                                                   | 15 969                                                                 | 15 969                                                                 | 7985                                                                   | 5323                                                                   | 3992                                                                   | ...                                                                    | 1597                                                                   | 0                                                                      | 0,76                                                                   |
| Ogółem                                                                 | Ogółem                                                                 | 209 803                                                                | —                                                                      | —                                                                      | —                                                                      | —                                                                      | —                                                                      | —                                                                      | 10                                                                     | 10                                                                     |

### Wybory parlamentarne 2007
| Komitet wyborczy                                      | Komitet wyborczy                      | Głosów  | %     | Mandaty | Wybrani posłowie                                                          |
| ----------------------------------------------------- | ------------------------------------- | ------- | ----- | ------- | ------------------------------------------------------------------------- |
|                                                       | Prawo i Sprawiedliwość                | 109 232 | 35,58 | 4       | Wojciech Jasiński, Marek Opioła, Robert Kołakowski, Dariusz Kaczanowski   |
|                                                       | Platforma Obywatelska RP              | 90 690  | 29,54 | 3       | Julia Pitera, Andrzej Nowakowski, Mirosław Koźlakiewicz, Beata Rusinowska |
|                                                       | Polskie Stronnictwo Ludowe            | 60 837  | 19,82 | 2       | Waldemar Pawlak, Adam Struzik, Aleksander Sopliński                       |
|                                                       | KKW Lewica i Demokraci SLD+SDPL+PD+UP | 34 528  | 11,25 | 1       | Jolanta Szymanek-Deresz, Zbigniew Kruszewski                              |
|                                                       | Samoobrona Rzeczpospolitej Polskiej   | 5935    | 1,93  | –       |                                                                           |
|                                                       | Liga Polskich Rodzin                  | 3048    | 0,99  | –       |                                                                           |
|                                                       | Polska Partia Pracy                   | 2711    | 0,88  | –       |                                                                           |
| Frekwencja: 47,05% Źródło: Państwowa Komisja Wyborcza |                                       |         |       |         |                                                                           |

Poniższa tabela przedstawia podział mandatów dla komitetów wyborczych na podstawie uzyskanych głosów, a następnie obliczonych ilorazów wyborczych na podstawie metody D’Hondta.
| Podział mandatów dla komitetów wyborczych na podstawie metody D’Hondta | Podział mandatów dla komitetów wyborczych na podstawie metody D’Hondta | Podział mandatów dla komitetów wyborczych na podstawie metody D’Hondta | Podział mandatów dla komitetów wyborczych na podstawie metody D’Hondta | Podział mandatów dla komitetów wyborczych na podstawie metody D’Hondta | Podział mandatów dla komitetów wyborczych na podstawie metody D’Hondta | Podział mandatów dla komitetów wyborczych na podstawie metody D’Hondta | Podział mandatów dla komitetów wyborczych na podstawie metody D’Hondta | Podział mandatów dla komitetów wyborczych na podstawie metody D’Hondta | Podział mandatów dla komitetów wyborczych na podstawie metody D’Hondta | Podział mandatów dla komitetów wyborczych na podstawie metody D’Hondta | Podział mandatów dla komitetów wyborczych na podstawie metody D’Hondta |
| Komitet wyborczy                                                       | Komitet wyborczy                                                       | Liczba głosów                                                          | Iloraz wyborczy                                                        | Iloraz wyborczy                                                        | Iloraz wyborczy                                                        | Iloraz wyborczy                                                        | Iloraz wyborczy                                                        | Iloraz wyborczy                                                        | Iloraz wyborczy                                                        | Mandaty                                                                | TP                                                                     |
| Komitet wyborczy                                                       | Komitet wyborczy                                                       | Liczba głosów                                                          | /1                                                                     | /2                                                                     | /3                                                                     | /4                                                                     | /5                                                                     | ...                                                                    | /10                                                                    | Mandaty                                                                | TP                                                                     |
| ---------------------------------------------------------------------- | ---------------------------------------------------------------------- | ---------------------------------------------------------------------- | ---------------------------------------------------------------------- | ---------------------------------------------------------------------- | ---------------------------------------------------------------------- | ---------------------------------------------------------------------- | ---------------------------------------------------------------------- | ---------------------------------------------------------------------- | ---------------------------------------------------------------------- | ---------------------------------------------------------------------- | ---------------------------------------------------------------------- |
|                                                                        | Prawo i Sprawiedliwość                                                 | 109 232                                                                | 109 232                                                                | 54 616                                                                 | 36 411                                                                 | 27 308                                                                 | 21 846                                                                 | ...                                                                    | 10 923                                                                 | 4                                                                      | 3,70                                                                   |
|                                                                        | Platforma Obywatelska RP                                               | 90 690                                                                 | 90 690                                                                 | 45 345                                                                 | 30 230                                                                 | 22 673                                                                 | 18 138                                                                 | ...                                                                    | 7862                                                                   | 3                                                                      | 3,07                                                                   |
|                                                                        | Polskie Stronnictwo Ludowe                                             | 60 837                                                                 | 60 837                                                                 | 30 419                                                                 | 20 279                                                                 | 15 209                                                                 | 12 167                                                                 | ...                                                                    | 6084                                                                   | 2                                                                      | 2,06                                                                   |
|                                                                        | KKW Lewica i Demokraci SLD+SDPL+PD+UP                                  | 34 528                                                                 | 34 528                                                                 | 17 264                                                                 | 11 509                                                                 | 8632                                                                   | 6906                                                                   | ...                                                                    | 3453                                                                   | 1                                                                      | 1,17                                                                   |
| Ogółem                                                                 | Ogółem                                                                 | 295 287                                                                | —                                                                      | —                                                                      | —                                                                      | —                                                                      | —                                                                      | —                                                                      | —                                                                      | 10                                                                     | 10                                                                     |

### Wybory parlamentarne 2011
| Komitet wyborczy                                      | Komitet wyborczy                  | Głosów | %     | Mandaty | Wybrani posłowie                                                         |
| ----------------------------------------------------- | --------------------------------- | ------ | ----- | ------- | ------------------------------------------------------------------------ |
|                                                       | Prawo i Sprawiedliwość            | 93 307 | 33,74 | 4       | Wojciech Jasiński, Maciej Małecki, Marek Opioła, Robert Kołakowski       |
|                                                       | Platforma Obywatelska RP          | 78 623 | 28,43 | 3       | Julia Pitera, Mirosław Koźlakiewicz, Elżbieta Gapińska, Beata Rusinowska |
|                                                       | Polskie Stronnictwo Ludowe        | 51 766 | 18,72 | 2       | Waldemar Pawlak, Piotr Zgorzelski                                        |
|                                                       | Ruch Palikota                     | 23 175 | 8,38  | 1       | Paweł Sajak                                                              |
|                                                       | Sojusz Lewicy Demokratycznej      | 20 798 | 7,52  | –       |                                                                          |
|                                                       | Polska Jest Najważniejsza         | 6740   | 2,44  | –       |                                                                          |
|                                                       | Polska Partia Pracy – Sierpień 80 | 2101   | 0,76  | –       |                                                                          |
| Frekwencja: 43,32% Źródło: Państwowa Komisja Wyborcza |                                   |        |       |         |                                                                          |

Poniższa tabela przedstawia podział mandatów dla komitetów wyborczych na podstawie uzyskanych głosów, a następnie obliczonych ilorazów wyborczych na podstawie metody D’Hondta.
| Podział mandatów dla komitetów wyborczych na podstawie metody D’Hondta | Podział mandatów dla komitetów wyborczych na podstawie metody D’Hondta | Podział mandatów dla komitetów wyborczych na podstawie metody D’Hondta | Podział mandatów dla komitetów wyborczych na podstawie metody D’Hondta | Podział mandatów dla komitetów wyborczych na podstawie metody D’Hondta | Podział mandatów dla komitetów wyborczych na podstawie metody D’Hondta | Podział mandatów dla komitetów wyborczych na podstawie metody D’Hondta | Podział mandatów dla komitetów wyborczych na podstawie metody D’Hondta | Podział mandatów dla komitetów wyborczych na podstawie metody D’Hondta | Podział mandatów dla komitetów wyborczych na podstawie metody D’Hondta | Podział mandatów dla komitetów wyborczych na podstawie metody D’Hondta | Podział mandatów dla komitetów wyborczych na podstawie metody D’Hondta |
| Komitet wyborczy                                                       | Komitet wyborczy                                                       | Liczba głosów                                                          | Iloraz wyborczy                                                        | Iloraz wyborczy                                                        | Iloraz wyborczy                                                        | Iloraz wyborczy                                                        | Iloraz wyborczy                                                        | Iloraz wyborczy                                                        | Iloraz wyborczy                                                        | Mandaty                                                                | TP                                                                     |
| Komitet wyborczy                                                       | Komitet wyborczy                                                       | Liczba głosów                                                          | /1                                                                     | /2                                                                     | /3                                                                     | /4                                                                     | /5                                                                     | ...                                                                    | /10                                                                    | Mandaty                                                                | TP                                                                     |
| ---------------------------------------------------------------------- | ---------------------------------------------------------------------- | ---------------------------------------------------------------------- | ---------------------------------------------------------------------- | ---------------------------------------------------------------------- | ---------------------------------------------------------------------- | ---------------------------------------------------------------------- | ---------------------------------------------------------------------- | ---------------------------------------------------------------------- | ---------------------------------------------------------------------- | ---------------------------------------------------------------------- | ---------------------------------------------------------------------- |
|                                                                        | Prawo i Sprawiedliwość                                                 | 93 307                                                                 | 93 307                                                                 | 46 654                                                                 | 31 102                                                                 | 23 327                                                                 | 18 661                                                                 | ...                                                                    | 9331                                                                   | 4                                                                      | 3,49                                                                   |
|                                                                        | Platforma Obywatelska RP                                               | 78 623                                                                 | 78 623                                                                 | 39 312                                                                 | 26 208                                                                 | 19 656                                                                 | 15 725                                                                 | ...                                                                    | 7862                                                                   | 3                                                                      | 2,94                                                                   |
|                                                                        | Polskie Stronnictwo Ludowe                                             | 51 766                                                                 | 51 766                                                                 | 25 883                                                                 | 17 255                                                                 | 12 942                                                                 | 10 353                                                                 | ...                                                                    | 5177                                                                   | 2                                                                      | 1,93                                                                   |
|                                                                        | Ruch Palikota                                                          | 23 175                                                                 | 23 175                                                                 | 11 588                                                                 | 7725                                                                   | 5794                                                                   | 4635                                                                   | ...                                                                    | 2318                                                                   | 1                                                                      | 0,87                                                                   |
|                                                                        | Sojusz Lewicy Demokratycznej                                           | 20 798                                                                 | 20 798                                                                 | 10 399                                                                 | 6933                                                                   | 5200                                                                   | 4160                                                                   | ...                                                                    | 2080                                                                   | 0                                                                      | 0,78                                                                   |
| Ogółem                                                                 | Ogółem                                                                 | 267 669                                                                | —                                                                      | —                                                                      | —                                                                      | —                                                                      | —                                                                      | —                                                                      | —                                                                      | 10                                                                     | 10                                                                     |

### Wybory parlamentarne 2015
| Komitet wyborczy                                      | Komitet wyborczy                             | Głosów  | %     | Mandaty | Wybrani posłowie |
| ----------------------------------------------------- | -------------------------------------------- | ------- | ----- | ------- | --- |
|                                                       | Prawo i Sprawiedliwość                       | 131 431 | 43,78 | 6       | Wojciech Jasiński, Maciej Małecki, Marek Opioła, Robert Kołakowski, Maciej Wąsik, Józef Kurek, Anna Cicholska, Waldemar Olejniczak |
|                                                       | Platforma Obywatelska RP                     | 49 353  | 16,44 | 2       | Marcin Kierwiński, Elżbieta Gapińska                                                                                               |
|                                                       | Polskie Stronnictwo Ludowe                   | 31 994  | 10,66 | 1       | Piotr Zgorzelski |
|                                                       | KWW Kukiz’15                                 | 25 257  | 8,41  | 1       | Marek Jakubiak |
|                                                       | KKW Zjednoczona Lewica SLD+TR+PPS+UP+Zieloni | 24 440  | 8,14  | –       | |
|                                                       | Nowoczesna Ryszarda Petru                    | 15 451  | 5,15  | –       | |
|                                                       | KORWiN                                       | 12 214  | 4,07  | –       | |
|                                                       | Partia Razem                                 | 10 062  | 3,35  | –       | |
| Frekwencja: 46,22% Źródło: Państwowa Komisja Wyborcza |                                              |         |       |         | |

Poniższa tabela przedstawia podział mandatów dla komitetów wyborczych na podstawie uzyskanych głosów, a następnie obliczonych ilorazów wyborczych na podstawie metody D’Hondta.
| Podział mandatów dla komitetów wyborczych na podstawie metody D’Hondta | Podział mandatów dla komitetów wyborczych na podstawie metody D’Hondta | Podział mandatów dla komitetów wyborczych na podstawie metody D’Hondta | Podział mandatów dla komitetów wyborczych na podstawie metody D’Hondta | Podział mandatów dla komitetów wyborczych na podstawie metody D’Hondta | Podział mandatów dla komitetów wyborczych na podstawie metody D’Hondta | Podział mandatów dla komitetów wyborczych na podstawie metody D’Hondta | Podział mandatów dla komitetów wyborczych na podstawie metody D’Hondta | Podział mandatów dla komitetów wyborczych na podstawie metody D’Hondta | Podział mandatów dla komitetów wyborczych na podstawie metody D’Hondta | Podział mandatów dla komitetów wyborczych na podstawie metody D’Hondta | Podział mandatów dla komitetów wyborczych na podstawie metody D’Hondta | Podział mandatów dla komitetów wyborczych na podstawie metody D’Hondta | Podział mandatów dla komitetów wyborczych na podstawie metody D’Hondta |
| Komitet wyborczy                                                       | Komitet wyborczy                                                       | Liczba głosów                                                          | Iloraz wyborczy                                                        | Iloraz wyborczy                                                        | Iloraz wyborczy                                                        | Iloraz wyborczy                                                        | Iloraz wyborczy                                                        | Iloraz wyborczy                                                        | Iloraz wyborczy                                                        | Iloraz wyborczy                                                        | Iloraz wyborczy                                                        | Mandaty                                                                | TP                                                                     |
| Komitet wyborczy                                                       | Komitet wyborczy                                                       | Liczba głosów                                                          | /1                                                                     | /2                                                                     | /3                                                                     | /4                                                                     | /5                                                                     | /6                                                                     | /7                                                                     | ...                                                                    | /10                                                                    | Mandaty                                                                | TP                                                                     |
| ---------------------------------------------------------------------- | ---------------------------------------------------------------------- | ---------------------------------------------------------------------- | ---------------------------------------------------------------------- | ---------------------------------------------------------------------- | ---------------------------------------------------------------------- | ---------------------------------------------------------------------- | ---------------------------------------------------------------------- | ---------------------------------------------------------------------- | ---------------------------------------------------------------------- | ---------------------------------------------------------------------- | ---------------------------------------------------------------------- | ---------------------------------------------------------------------- | ---------------------------------------------------------------------- |
|                                                                        | Prawo i Sprawiedliwość                                                 | 131 431                                                                | 131 431                                                                | 65 716                                                                 | 43 810                                                                 | 32 858                                                                 | 26 286                                                                 | 21 905                                                                 | 18 776                                                                 | ...                                                                    | 13 143                                                                 | 6                                                                      | 5,18                                                                   |
|                                                                        | Platforma Obywatelska RP                                               | 49 353                                                                 | 49 353                                                                 | 24 677                                                                 | 16 451                                                                 | 12 338                                                                 | 9871                                                                   | 8226                                                                   | 7050                                                                   | ...                                                                    | 4935                                                                   | 2                                                                      | 1,95                                                                   |
|                                                                        | Polskie Stronnictwo Ludowe                                             | 31 994                                                                 | 31 994                                                                 | 15 997                                                                 | 10 665                                                                 | 7999                                                                   | 6399                                                                   | 5332                                                                   | 4571                                                                   | ...                                                                    | 3199                                                                   | 1                                                                      | 1,26                                                                   |
|                                                                        | KWW Kukiz’15                                                           | 25 257                                                                 | 25 257                                                                 | 12 629                                                                 | 8419                                                                   | 6314                                                                   | 5051                                                                   | 4210                                                                   | 3608                                                                   | ...                                                                    | 2526                                                                   | 1                                                                      | 1,00                                                                   |
|                                                                        | Nowoczesna Ryszarda Petru                                              | 15 451                                                                 | 15 451                                                                 | 7726                                                                   | 5150                                                                   | 3863                                                                   | 3090                                                                   | 2575                                                                   | 2207                                                                   | ...                                                                    | 1545                                                                   | 0                                                                      | 0,61                                                                   |
| Ogółem                                                                 | Ogółem                                                                 | 253 486                                                                | —                                                                      | —                                                                      | —                                                                      | —                                                                      | —                                                                      | —                                                                      | —                                                                      | —                                                                      | —                                                                      | 10                                                                     | 10                                                                     |

### Wybory parlamentarne 2019
| Komitet wyborczy                                      | Komitet wyborczy                           | Głosów  | %     | Mandaty | Wybrani posłowie |
| ----------------------------------------------------- | ------------------------------------------ | ------- | ----- | ------- | --- |
|                                                       | Prawo i Sprawiedliwość                     | 194 371 | 52,45 | 6       | Łukasz Szumowski, Maciej Małecki, Jacek Ozdoba, Maciej Wąsik, Marek Opioła, Anna Cicholska, Waldemar Olejniczak, Rafał Romanowski |
|                                                       | KKW Koalicja Obywatelska PO .N iPL Zieloni | 62 429  | 16,85 | 2       | Marcin Kierwiński, Elżbieta Gapińska                                                                                              |
|                                                       | Polskie Stronnictwo Ludowe                 | 56 227  | 15,17 | 1       | Piotr Zgorzelski |
|                                                       | Sojusz Lewicy Demokratycznej               | 32 448  | 8,76  | 1       | Arkadiusz Iwaniak |
|                                                       | Konfederacja Wolność i Niepodległość       | 19 405  | 5,24  | –       | |
|                                                       | KWW Koalicja Bezpartyjni i Samorządowcy    | 5681    | 1,53  | –       | |
| Frekwencja: 57,68% Źródło: Państwowa Komisja Wyborcza |                                            |         |       |         | |

Poniższa tabela przedstawia podział mandatów dla komitetów wyborczych na podstawie uzyskanych głosów, a następnie obliczonych ilorazów wyborczych na podstawie metody D’Hondta.
| Podział mandatów dla komitetów wyborczych na podstawie metody D’Hondta | Podział mandatów dla komitetów wyborczych na podstawie metody D’Hondta | Podział mandatów dla komitetów wyborczych na podstawie metody D’Hondta | Podział mandatów dla komitetów wyborczych na podstawie metody D’Hondta | Podział mandatów dla komitetów wyborczych na podstawie metody D’Hondta | Podział mandatów dla komitetów wyborczych na podstawie metody D’Hondta | Podział mandatów dla komitetów wyborczych na podstawie metody D’Hondta | Podział mandatów dla komitetów wyborczych na podstawie metody D’Hondta | Podział mandatów dla komitetów wyborczych na podstawie metody D’Hondta | Podział mandatów dla komitetów wyborczych na podstawie metody D’Hondta | Podział mandatów dla komitetów wyborczych na podstawie metody D’Hondta | Podział mandatów dla komitetów wyborczych na podstawie metody D’Hondta | Podział mandatów dla komitetów wyborczych na podstawie metody D’Hondta | Podział mandatów dla komitetów wyborczych na podstawie metody D’Hondta |
| Komitet wyborczy                                                       | Komitet wyborczy                                                       | Liczba głosów                                                          | Iloraz wyborczy                                                        | Iloraz wyborczy                                                        | Iloraz wyborczy                                                        | Iloraz wyborczy                                                        | Iloraz wyborczy                                                        | Iloraz wyborczy                                                        | Iloraz wyborczy                                                        | Iloraz wyborczy                                                        | Iloraz wyborczy                                                        | Mandaty                                                                | TP                                                                     |
| Komitet wyborczy                                                       | Komitet wyborczy                                                       | Liczba głosów                                                          | /1                                                                     | /2                                                                     | /3                                                                     | /4                                                                     | /5                                                                     | /6                                                                     | /7                                                                     | ...                                                                    | /10                                                                    | Mandaty                                                                | TP                                                                     |
| ---------------------------------------------------------------------- | ---------------------------------------------------------------------- | ---------------------------------------------------------------------- | ---------------------------------------------------------------------- | ---------------------------------------------------------------------- | ---------------------------------------------------------------------- | ---------------------------------------------------------------------- | ---------------------------------------------------------------------- | ---------------------------------------------------------------------- | ---------------------------------------------------------------------- | ---------------------------------------------------------------------- | ---------------------------------------------------------------------- | ---------------------------------------------------------------------- | ---------------------------------------------------------------------- |
|                                                                        | Prawo i Sprawiedliwość                                                 | 194 371                                                                | 194 371                                                                | 97 186                                                                 | 64 790                                                                 | 48 593                                                                 | 38 874                                                                 | 32 395                                                                 | 27 767                                                                 | ...                                                                    | 19 437                                                                 | 6                                                                      | 5,33                                                                   |
|                                                                        | KKW Koalicja Obywatelska PO .N iPL Zieloni                             | 62 429                                                                 | 62 429                                                                 | 31 215                                                                 | 20 810                                                                 | 15 607                                                                 | 12 486                                                                 | 10 405                                                                 | 8918                                                                   | ...                                                                    | 6243                                                                   | 2                                                                      | 1,71                                                                   |
|                                                                        | Polskie Stronnictwo Ludowe                                             | 56 227                                                                 | 56 227                                                                 | 28 114                                                                 | 18 742                                                                 | 14 057                                                                 | 11 245                                                                 | 9371                                                                   | 8032                                                                   | ...                                                                    | 5623                                                                   | 1                                                                      | 1,54                                                                   |
|                                                                        | Sojusz Lewicy Demokratycznej                                           | 32 448                                                                 | 32 448                                                                 | 16 224                                                                 | 10 816                                                                 | 8112                                                                   | 6490                                                                   | 5408                                                                   | 4635                                                                   | ...                                                                    | 3245                                                                   | 1                                                                      | 0,89                                                                   |
|                                                                        | Konfederacja Wolność i Niepodległość                                   | 19 405                                                                 | 19 405                                                                 | 9703                                                                   | 6468                                                                   | 4851                                                                   | 3881                                                                   | 3234                                                                   | 2772                                                                   | ...                                                                    | 1941                                                                   | 0                                                                      | 0,53                                                                   |
| Ogółem                                                                 | Ogółem                                                                 | 364 880                                                                | —                                                                      | —                                                                      | —                                                                      | —                                                                      | —                                                                      | —                                                                      | —                                                                      | —                                                                      | —                                                                      | 10                                                                     | 10                                                                     |

### Wybory parlamentarne 2023
| Komitet wyborczy                                      | Komitet wyborczy                                                           | Głosów  | %     | Mandaty | Wybrani posłowie                                                                                               |
| ----------------------------------------------------- | -------------------------------------------------------------------------- | ------- | ----- | ------- | --- |
|                                                       | Prawo i Sprawiedliwość                                                     | 195 218 | 44,11 | 5       | Maciej Małecki, Kamil Bortniczuk, Maciej Wąsik, Jacek Ozdoba, Anna Cicholska, Wioletta Kulpa, Rafał Romanowski |
|                                                       | KKW Koalicja Obywatelska PO .N iPL Zieloni                                 | 99 146  | 22,40 | 3       | Marcin Kierwiński, Elżbieta Gapińska, Adam Krzemiński, Maria Koźlakiewicz                                      |
|                                                       | KKW Trzecia Droga Polska 2050 Szymona Hołowni – Polskie Stronnictwo Ludowe | 75 526  | 17,07 | 2       | Piotr Zgorzelski, Mirosław Orliński                                                                            |
|                                                       | Konfederacja Wolność i Niepodległość                                       | 28 877  | 6,52  | –       | |
|                                                       | Nowa Lewica                                                                | 28 848  | 6,52  | –       | |
|                                                       | Bezpartyjni Samorządowcy                                                   | 8984    | 2,03  | –       | |
|                                                       | Polska Jest Jedna                                                          | 5968    | 1,35  | –       | |
| Frekwencja: 71,99% Źródło: Państwowa Komisja Wyborcza |                                                                            |         |       |         | |

Poniższa tabela przedstawia podział mandatów dla komitetów wyborczych na podstawie uzyskanych głosów, a następnie obliczonych ilorazów wyborczych na podstawie metody D’Hondta.
| Podział mandatów dla komitetów wyborczych na podstawie metody D’Hondta | Podział mandatów dla komitetów wyborczych na podstawie metody D’Hondta     | Podział mandatów dla komitetów wyborczych na podstawie metody D’Hondta | Podział mandatów dla komitetów wyborczych na podstawie metody D’Hondta | Podział mandatów dla komitetów wyborczych na podstawie metody D’Hondta | Podział mandatów dla komitetów wyborczych na podstawie metody D’Hondta | Podział mandatów dla komitetów wyborczych na podstawie metody D’Hondta | Podział mandatów dla komitetów wyborczych na podstawie metody D’Hondta | Podział mandatów dla komitetów wyborczych na podstawie metody D’Hondta | Podział mandatów dla komitetów wyborczych na podstawie metody D’Hondta | Podział mandatów dla komitetów wyborczych na podstawie metody D’Hondta | Podział mandatów dla komitetów wyborczych na podstawie metody D’Hondta | Podział mandatów dla komitetów wyborczych na podstawie metody D’Hondta |
| Komitet wyborczy                                                       | Komitet wyborczy                                                           | Liczba głosów                                                          | Iloraz wyborczy                                                        | Iloraz wyborczy                                                        | Iloraz wyborczy                                                        | Iloraz wyborczy                                                        | Iloraz wyborczy                                                        | Iloraz wyborczy                                                        | Iloraz wyborczy                                                        | Iloraz wyborczy                                                        | Mandaty                                                                | TP                                                                     |
| Komitet wyborczy                                                       | Komitet wyborczy                                                           | Liczba głosów                                                          | /1                                                                     | /2                                                                     | /3                                                                     | /4                                                                     | /5                                                                     | /6                                                                     | ...                                                                    | /10                                                                    | Mandaty                                                                | TP                                                                     |
| ---------------------------------------------------------------------- | -------------------------------------------------------------------------- | ---------------------------------------------------------------------- | ---------------------------------------------------------------------- | ---------------------------------------------------------------------- | ---------------------------------------------------------------------- | ---------------------------------------------------------------------- | ---------------------------------------------------------------------- | ---------------------------------------------------------------------- | ---------------------------------------------------------------------- | ---------------------------------------------------------------------- | ---------------------------------------------------------------------- | ---------------------------------------------------------------------- |
|                                                                        | Prawo i Sprawiedliwość                                                     | 195 218                                                                | 195 218                                                                | 97 609                                                                 | 65 073                                                                 | 48 805                                                                 | 39 044                                                                 | 32 536                                                                 | ...                                                                    | 19 522                                                                 | 5                                                                      | 4,57                                                                   |
|                                                                        | KKW Koalicja Obywatelska PO .N iPL Zieloni                                 | 99 146                                                                 | 99 146                                                                 | 49 573                                                                 | 33 049                                                                 | 24 787                                                                 | 19 829                                                                 | 16 524                                                                 | ...                                                                    | 9915                                                                   | 3                                                                      | 2,32                                                                   |
|                                                                        | KKW Trzecia Droga Polska 2050 Szymona Hołowni – Polskie Stronnictwo Ludowe | 75 526                                                                 | 75 526                                                                 | 37 763                                                                 | 25 175                                                                 | 18 882                                                                 | 15 105                                                                 | 12 588                                                                 | ...                                                                    | 7553                                                                   | 2                                                                      | 1,77                                                                   |
|                                                                        | Konfederacja Wolność i Niepodległość                                       | 28 877                                                                 | 28 877                                                                 | 14 439                                                                 | 9626                                                                   | 7219                                                                   | 5775                                                                   | 4813                                                                   | ...                                                                    | 2888                                                                   | 0                                                                      | 0,68                                                                   |
|                                                                        | Nowa Lewica                                                                | 28 848                                                                 | 28 848                                                                 | 14 424                                                                 | 9616                                                                   | 7212                                                                   | 5770                                                                   | 4808                                                                   | ...                                                                    | 2885                                                                   | 0                                                                      | 0,67                                                                   |
| Ogółem                                                                 | Ogółem                                                                     | 427 615                                                                | —                                                                      | —                                                                      | —                                                                      | —                                                                      | —                                                                      | —                                                                      | —                                                                      | —                                                                      | 10                                                                     | 10                                                                     |